# Protestantische Kirche (Friedelsheim)
Die Protestantische Kirche ist das älteste Gebäude des pfälzischen Dorfes Friedelsheim im Landkreis Bad Dürkheim (Rheinland-Pfalz). 

## Geschichte
Das Dorf wird erstmals 770 im Lorscher Codex urkundlich erwähnt. Die erste nachweisliche Nennung der Kirche erfolgte 1116, nachdem die Adelige Richenza (oder Richezza) ihre Kirche dem Bischof von Speyer geschenkt hatte, welcher das Patronat an das Kloster Limburg abtrat. Die Identität der Schenkgeberin ist bis heute ungeklärt, manche Heimathistoriker sehen in ihr die Kaiserin Richenza von Northeim, die zur fraglichen Zeit lebte. Das Gotteshaus war  St. Maria geweiht. 
Spätestens 1577 wurde in Friedelsheim die Reformation eingeführt und die Kirche im Inneren calvinistisch umgestaltet, wobei man auch wertvolle Malereien übertünchte. 1771 starb die Ortsherrin Gräfin Elisabeth Dorothea von Wiser geb. von Degenfeld-Schomberg, Tochter des Generals Christoph Martin von Degenfeld-Schomberg und Urenkelin des Kurfürsten Karl I. Ludwig von der Pfalz. Als Wohltäterin der Gemeinde wurde sie in einer Gruft unter dem Chor bestattet. 1826 verbreiterte man das gotische Kirchenschiff nach Norden und Süden.

## Baubestand
Die Kirche ist geostet und steht am höchsten Punkt des Dorfes. Sie ist gotisch. Der eingezogene Chor hat einen Fünfachtelschluss mit äußeren Strebepfeilern und vier große, schmale, Spitzbogenfenster.
Südlich des Chores, in der Ecke zum Schiff, befindet sich der dreistöckige Kirchturm, dessen unterer Bereich der älteste erhaltene Gebäudeteil ist – seine beiden unteren Stockwerke sind noch romanisch, das oberste Stockwerk mit spitzem Turmhelm stammt aus dem 18. Jahrhundert. In ihm hängen neben drei Glocken, die Friedrich Wilhelm Schilling 1966 gegossen hat, zwei der ältesten pfälzischen Glocken aus der Zeit um 1430. Die Tabelle gibt einen Überblick über das fünfstimmige Glockengeläut.
| Glocke | Name                 | Gussjahr | Durchmesser | Gewicht (ca.) | Schlagton |
| ------ | -------------------- | -------- | ----------- | ------------- | --------- |
| 1      | Friedensglocke       | 1966     | 1176 mm0    | 950 kg        | e′        |
| 2      | Gerechtigkeitsglocke | 1966     | 978 mm      | 605 kg        | g′        |
| 3      | Marienglocke         | ~ 14300  | 785 mm      | 312 kg        | h′        |
| 4      | Freiheitsglocke      | 1966     | 667 mm      | 201 kg        | d″        |
| 5      | Evangelistenglocke   | ~ 14300  | 653 mm      | 210 kg        | e″        |

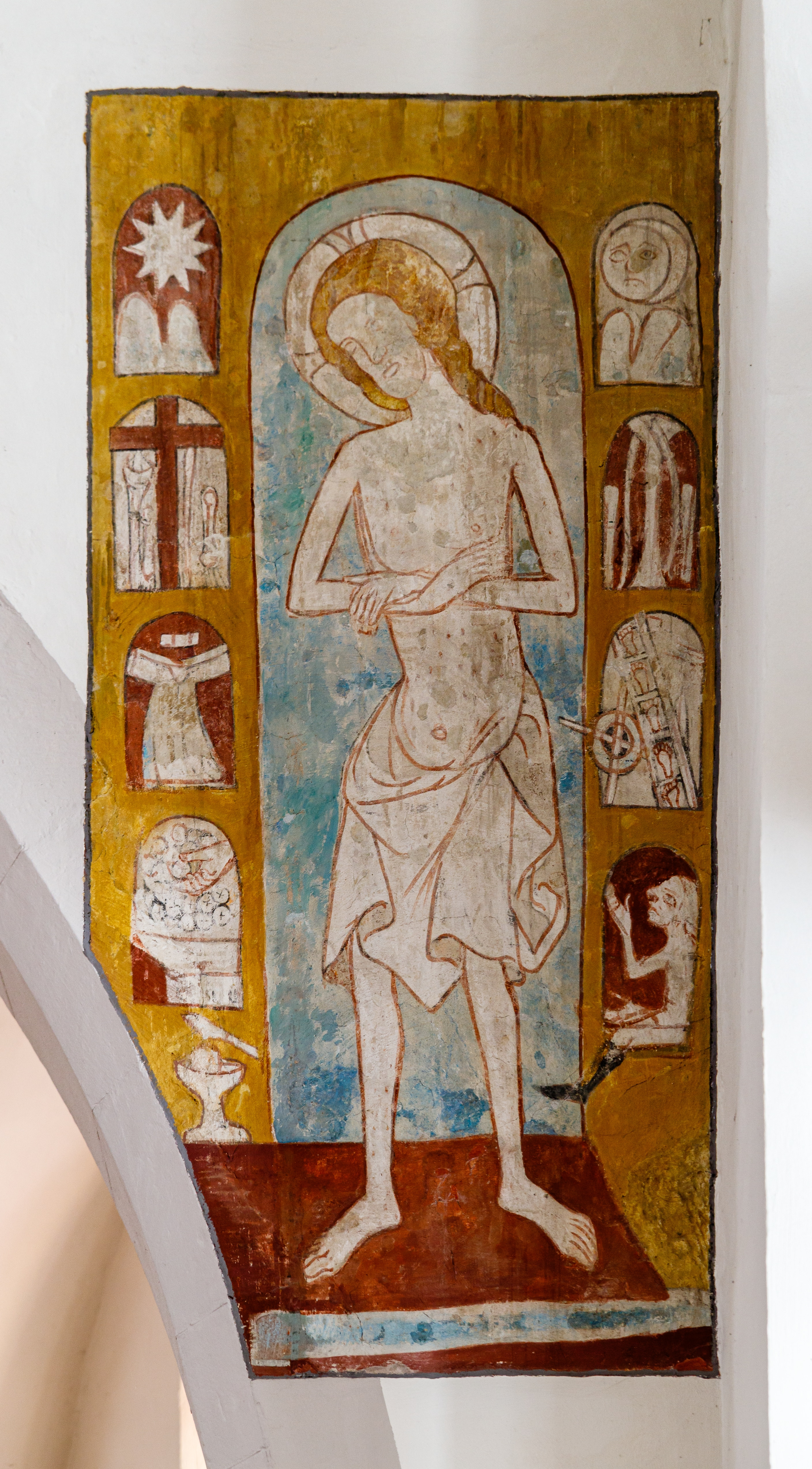
Mittelalterliches Erbärmdebild, 14. Jahrhundert

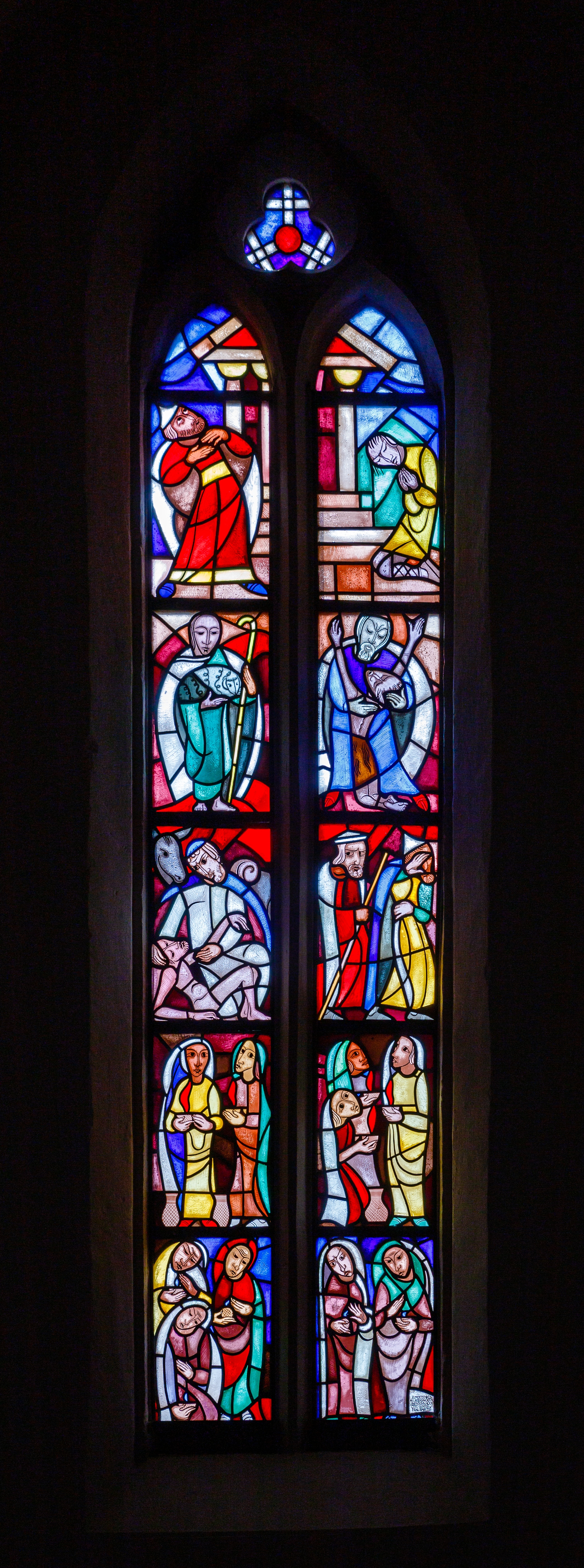
Gleichnisfenster

Das ursprünglich ebenfalls gotische Kirchenschiff besitzt auf der Westseite noch den alten Spitzbogeneingang, der seit Mai 2022 verglast und mit Glasmalerei künstlerisch gestaltet ist. Das Schiff wurde 1826 nach Norden und Süden hin verbreitert. Hierbei schuf man ein neues, klassizistisches Portal an der nördlichen Langhausseite und Fenster aus voneinander abgetrennten rundbogigen Ober- und rechteckigen Unterteilen. Die dazwischenliegenden Flächen sind vermauert, da in ihrer Höhe innen eine umlaufende Empore eingebaut wurde. Das Kirchenschiff wird nach oben von einer kassettierten Flachdecke abgeschlossen und weist mehrere, in die Wände eingelassene Grabplatten aus dem 16. und 17. Jahrhundert auf. 
Zum Langhaus hin sitzt ein breiter, spitzbogiger Chorbogen. Südlich neben dem Chorbogen ist an der Stirnwand des Schiffes ein Erbärmdebild, also ein Bild des leidenden Christus zu sehen, das aus dem 14. Jahrhundert stammt, übertüncht war und 1935 wiederentdeckt wurde. Die fast 700 Jahre alten, originalen Farben besitzen eine beachtliche Leuchtkraft und das Kunstwerk zählt heute zu den besonderen Sehenswürdigkeiten von Friedelsheim.
Die Maßwerkfenster im Chor wurden 1954 vom Marburger Künstler Erhardt Klonk neu gestaltet. Neben einem rein ornamental gehaltenen Fenster erzählen die drei anderen biblische Geschichte: eines vom Anfang der Bibel mit der Erschaffung der Welt bis zur Vertreibung der ersten Menschen aus dem Paradies, ein weiteres zeigt Stationen im Leben Jesu, von der Geburt bis zur Auffahrt in den Himmel, und das dritte stellt Gleichnisse Jesu bildlich dar.

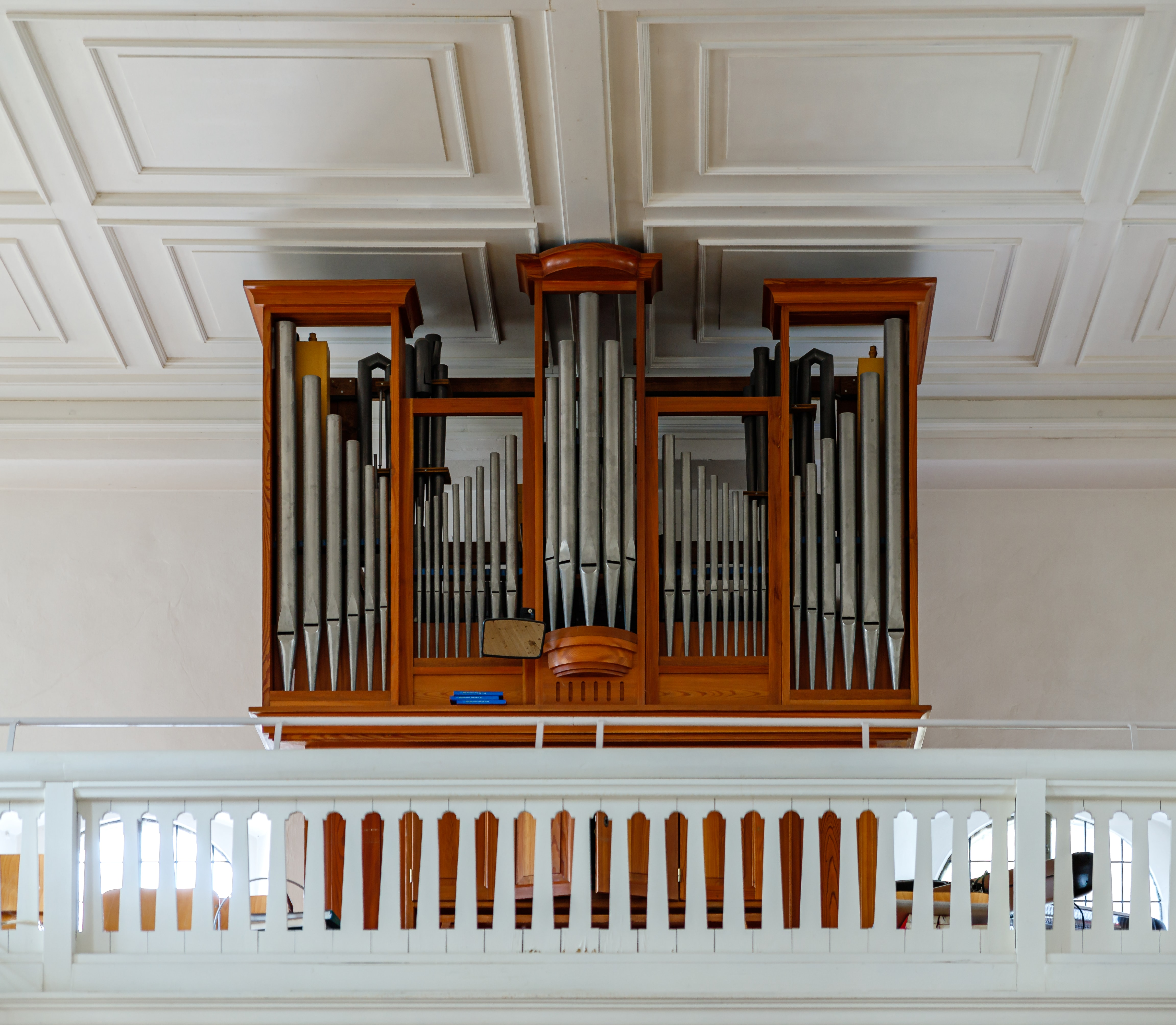
Orgel

Besondere Kostbarkeiten sind eine silberne Taufkanne und eine ebensolche Taufschale, mit Widmung der genannten Gräfin Elisabeth Dorothea von Wiser. Sie stehen heute sichtbar in einem durchbrochenen Metallschrein, der auf einer Sandsteinstele montiert ist. Dieser moderne „Taufstein“ ist ein Werk des Pfälzer Künstlers Gernot Rumpf.
Auf der Empore im hinteren Bereich der Kirche befindet sich eine kleine Orgel mit acht Registern auf einem Manual und Pedal, die von der Orgelbauanstalt Oberlinger gebaut wurde.
Um die Kirche liegt eine Grünanlage, die früher ein Friedhof war. Ein aufgefundener Steinsarg ist an der äußeren Kirchenmauer befestigt. Östlich daneben liegt der sogenannte Kirchenwingert, ein Weinberg der schon seit ältester Zeit zum Kirchengut gehört.

## Literatur

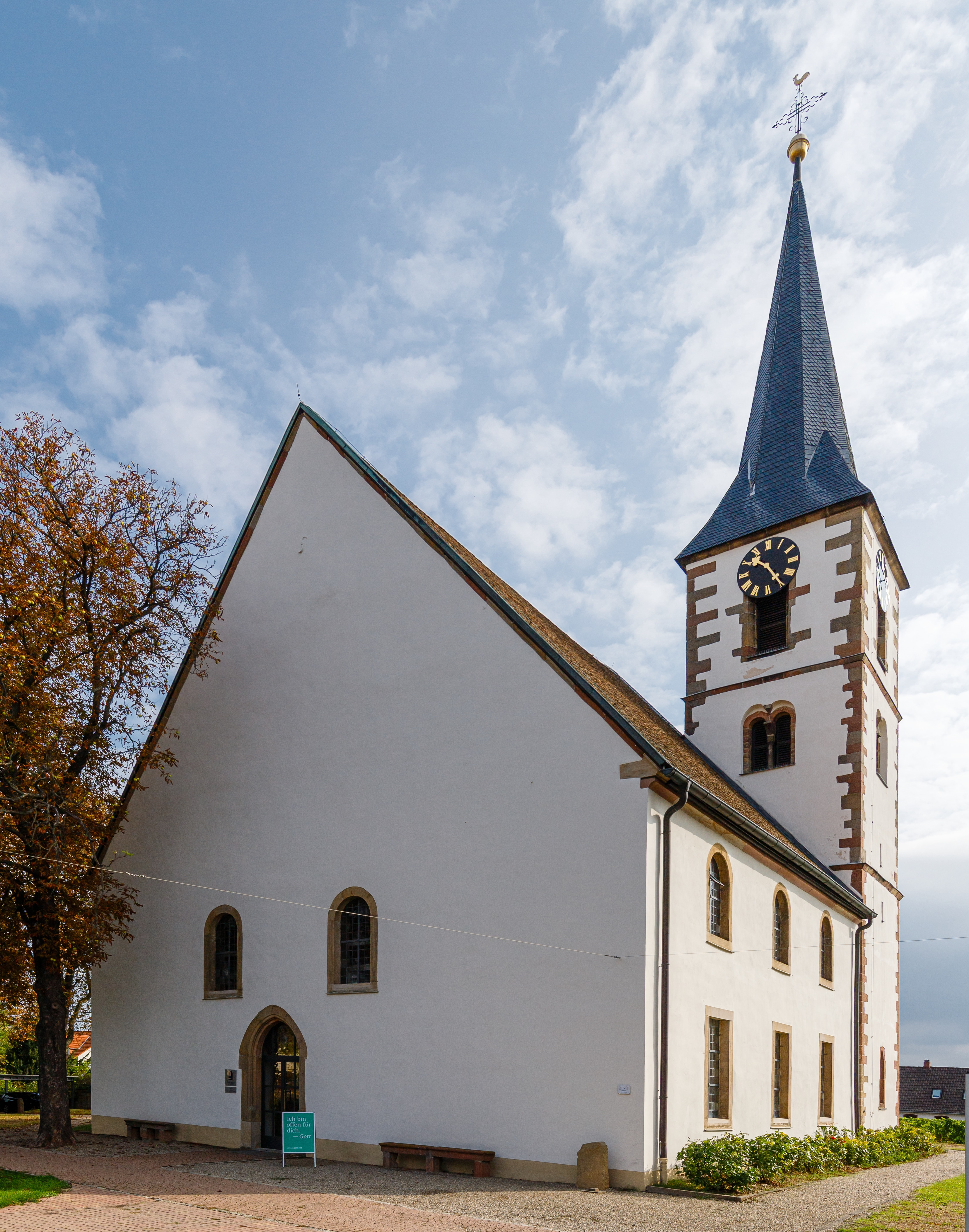
Die Kirche von Südwesten
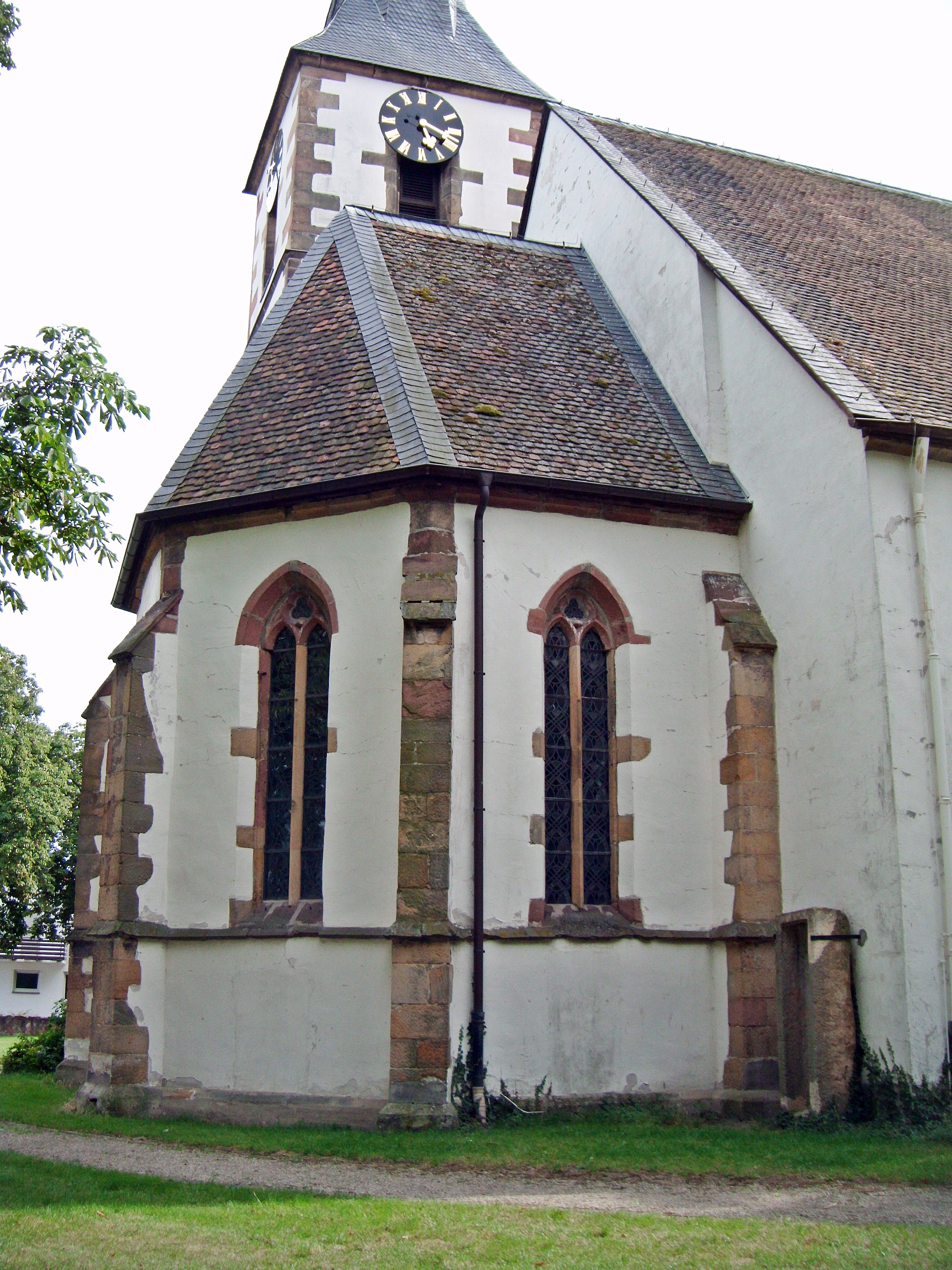
Chor der Kirche
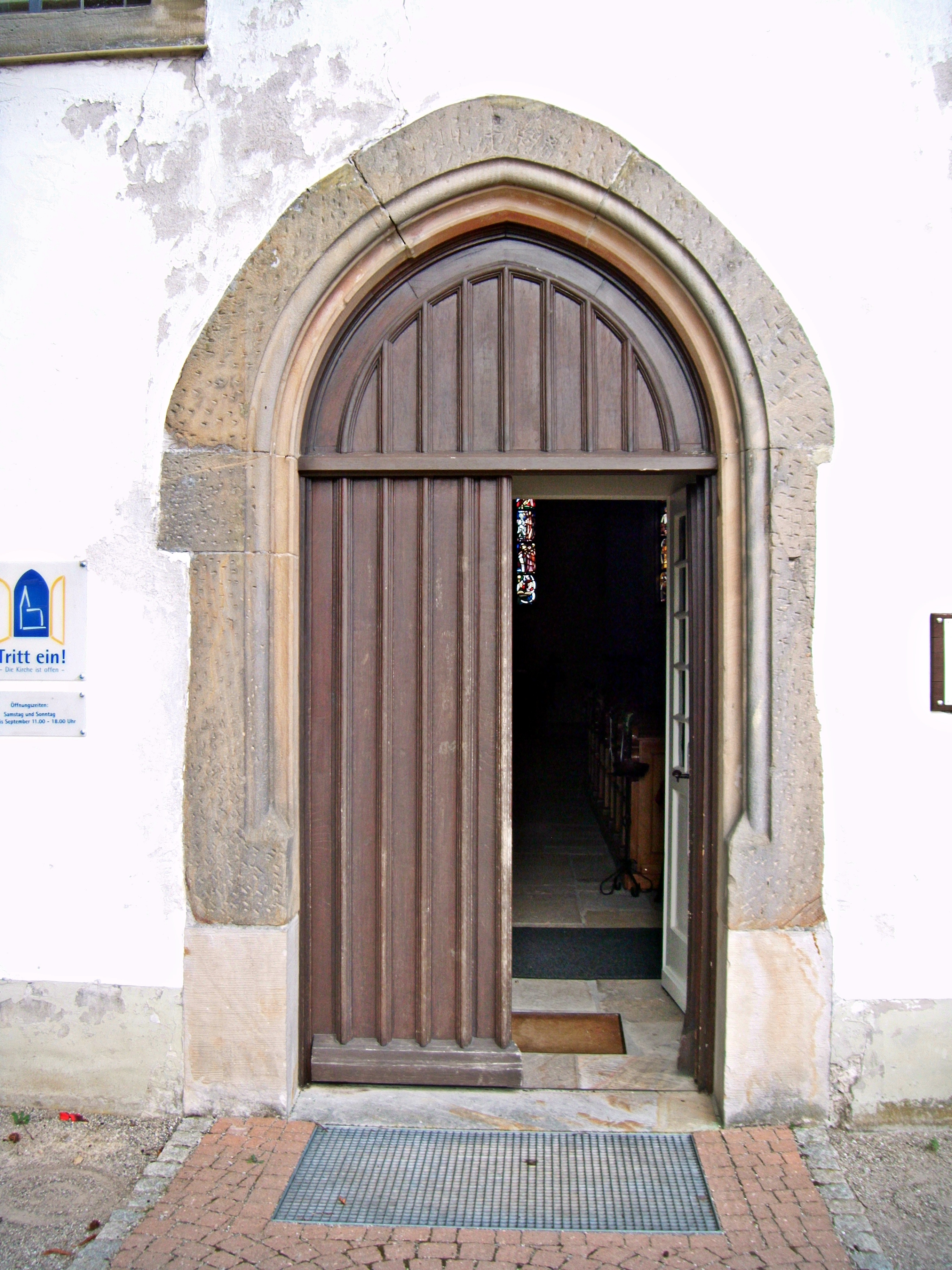
Gotisches Westportal (2014, veraltet)
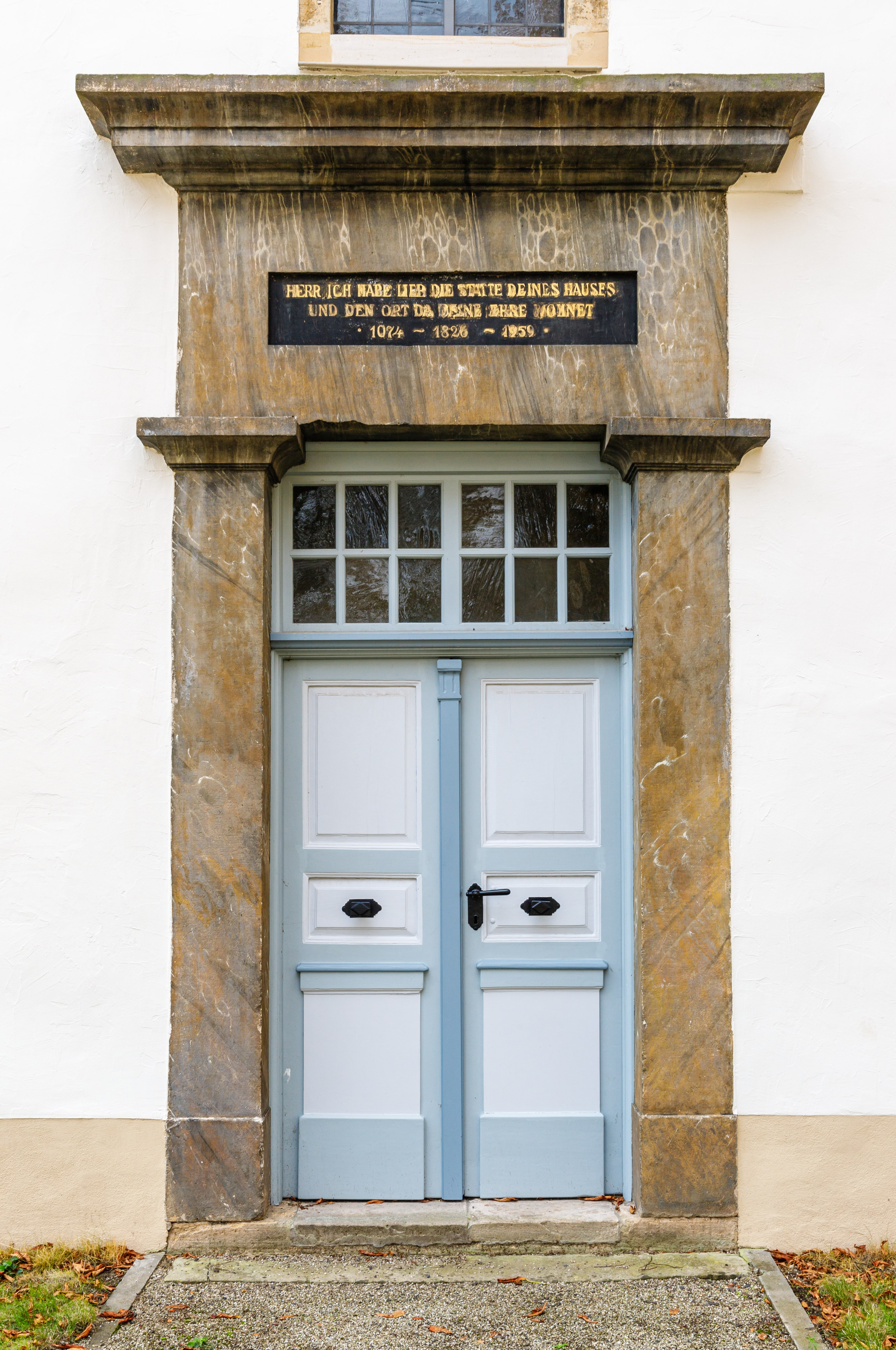
Klassizistisches Nordportal
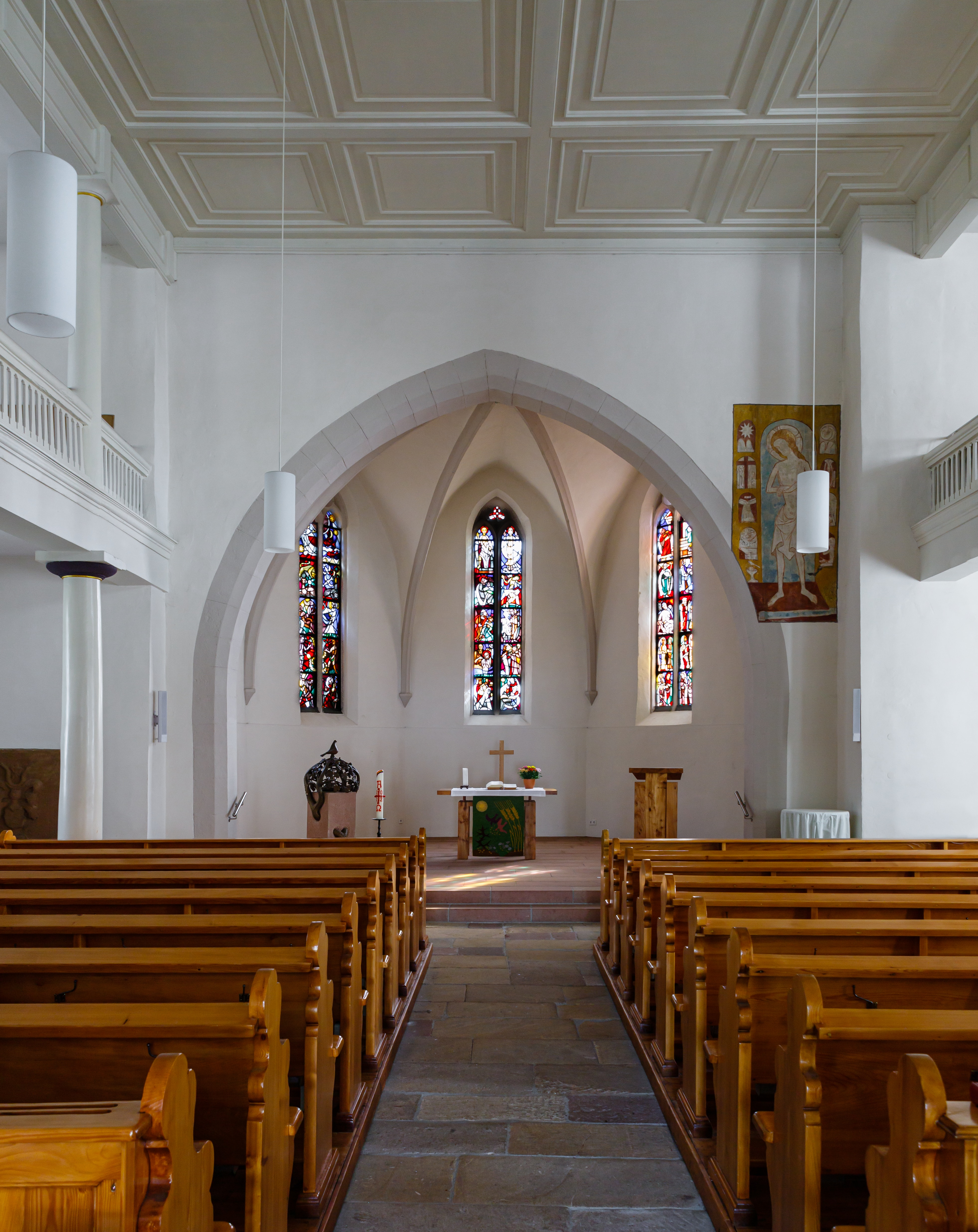
Innenraum mit Chorbogen und Erbärmdebild
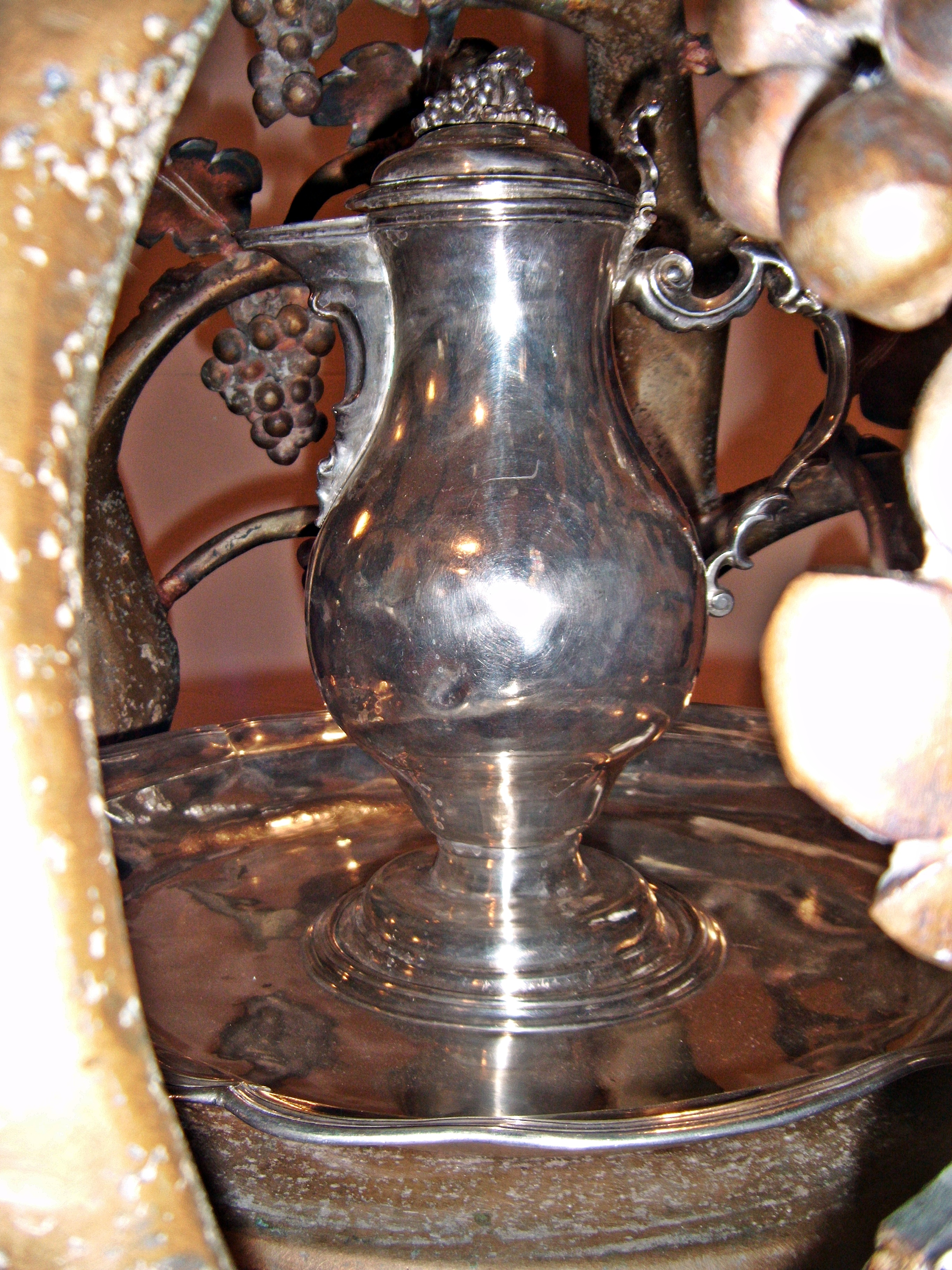
Taufgarnitur der Gräfin von Wiser, 1770
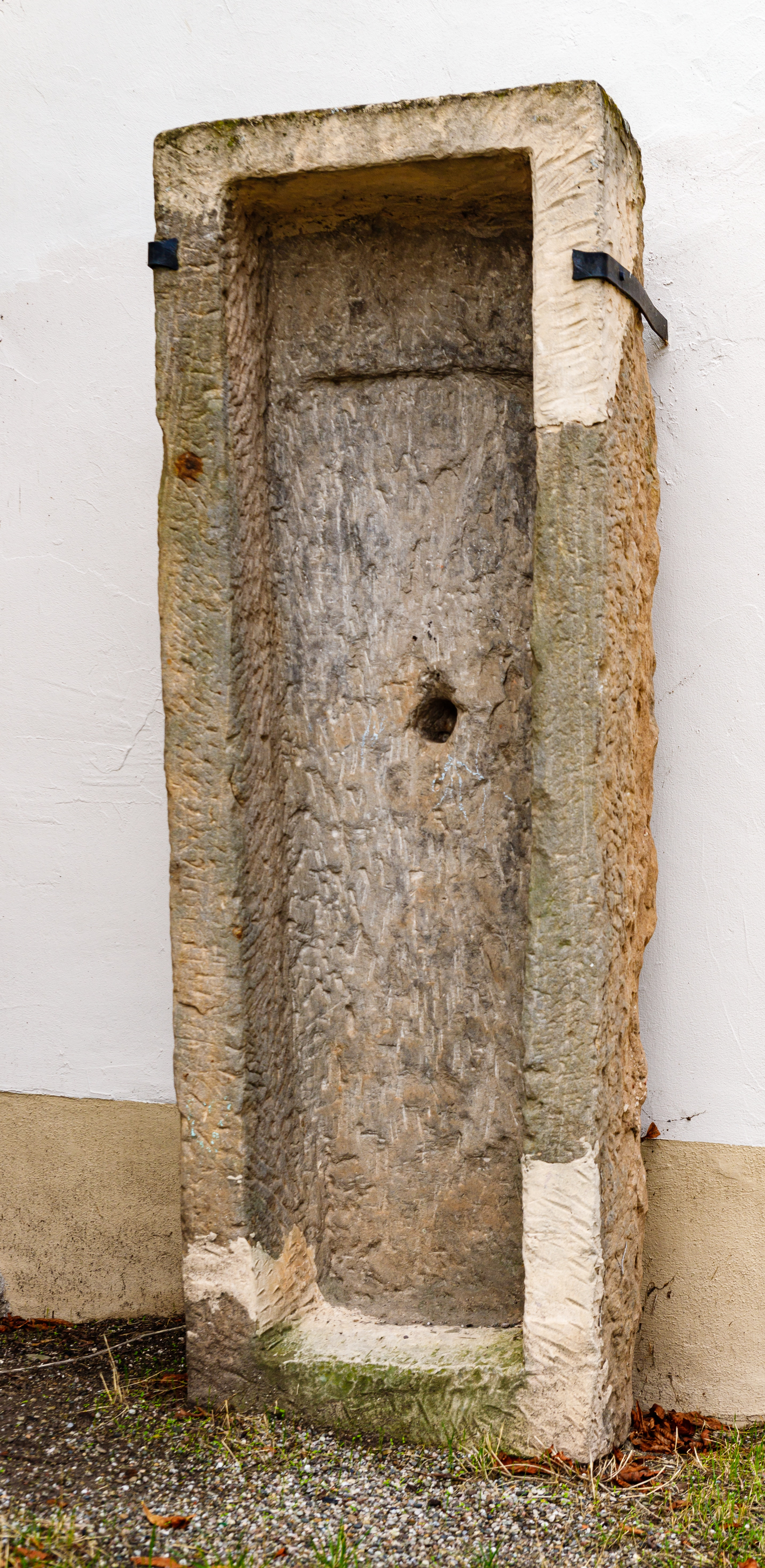
Steinsarg an der Außenmauer